# União de Partidos Socialistas para a Ação Internacional
A União de Partidos Socialistas para a Ação Internacional (UPSAI) foi a denominação dada a um grupo de partidos socialistas que tinha como linha política organizar uma intervenção por uma via intermediária entre a Segunda e a Terceira Internacional. Por isso era conhecida por Internacional Dois e meio ou Internacional de Viena. Fundada numa reunião realizada em 27 de fevereiro de 1921 em Viena (Áustria).
Em sua primeira reunião (1921) estiveram presentes 10 partidos entre os que se destacam: o Partido Social-Democrata Independente da Alemanha, a Seção Francesa da Internacional Operária da França, o Partido Trabalhista Independente do Reino Unido, o Partido Socialista Suíço, o Partido Socialista Independente da Romênia e o Partido Social-Democrata da Áustria. Em abril de 1921 o Partido Socialista Operário Espanhol se integra.
Dissolveu-se em 1923 ao fundir-se com a Segunda Internacional para criar a Internacional Operária e Socialista. Seu secretario-geral foi Friedrich Adler.
Tinha diversos nomes oficiais dependendo da língua correspondente:
- International Working Union of Socialist Parties (inglês);
- Union des partis socialistes pour l'action internationale (francês);
- Unione dei Partiti Socialisti per l'Azione Internazionale (italiano);
- Internationale Arbeitsgemeinschaft Sozialistischer Parteien (alemão).